# Lista gatunków chwastów w gospodarce rolnej w Polsce

## Indeks

### B
- babka lancetowata (Plantago lanceolata)
- babka zwyczajna (Plantago major)
- barszcz zwyczajny (Heracleum sphondylium)
- barszcz Sosnowskiego (Heracleum sosnowskyi)
- bieluń dziędzierzawa (Datura stramonium)
- blekot pospolity (Aethusa cynapium)
- bluszczyk kurdybanek (Glechoma hederacea)
- bodziszek porozcinany (Geranium dissectum)
- bodziszek rozłożysty (Geranium divaricatum)
- bodziszek kosmaty (Geranium molle)
- bodziszek drobny (Geranium pusillum)
- bodziszek okrągłolistny (Geranium rotundifolium)
- bylica polna (Artemisia campestris)
- bylica pospolita (Artemisia vulgaris)

### C
- chaber bławatek (Centaurea cyanus)
- chaber driakiewnik (Centaurea scabiosa)
- chłodek drobny (Arnoseris minima)
- chroszcz nagołodygowy (Teesdalea nudicaulis)
- cieciorka pstra (Coronilla varia)
- chwastnica jednostronna (Echinochloa crus-galli)
- cykoria podróżnik (Cichorium intybus)
- czarnuszka polna (Nigella arvensis)
- czechrzyca grzebieniowa (Scandix pecten-veneris)
- czerwiec roczny (Scleranthus annuus)
- czosnek kątowy (Allium angulosum)
- czosnek winnicowy (Allium vineale)
- czosnek kulisty (Allium rotundum)
- czosnek zielonawy (Allium oleraceum)
- czyściec błotny (Stachys palustris)
- czyściec polny (Stachys arvensis)
- czyściec prosty (Stachys recta)
- czyściec roczny (Stachys annua)

### D
- dąbrówka żółtokwiatowa (Ajuga chamaepitys)
- dymnica pospolita (Fumaria officinalis)
- dymnica szerokodziałkowa (Fumaria rostellata)
- dymnica różowa (Fumaria schleicheri)
- dymnica drobnokwiatowa (Fumaria vaillantii)
- dziewanna pospolita (Verbascum nigrum)
- dziurawiec rozesłany (Hypericum humifusum)
- dzwonek jednostronny (Campanula rapunculoides)

### F
- farbownik lekarski (Anchusa officinalis)
- fiołek polny (Viola arvensis)
- fiołek trójbarwny (Viola tricolor)

### G
- gęsiówka piaskowa (Cardaminopsis arenosa)
- głowienka pospolita (Prunella vulgaris)
- gorczyca polna (Sinapis arvensis)
- gorczycznik pospolity (Barbarea vulgaris)
- goździeniec okółkowy (Illecebrum verticillatum)
- groszek bulwiasty (Lathyrus tuberosus)
- groszek kosmatostrąkowy (Lathyrus hirsutus)
- groszek liściakowaty (Lathyrus nissolia)
- gryka tatarka (Fagopyrum tataricum)
- gwiazdnica pospolita (Stellaria media)

### I
- iglica pospolita (Erodium cicutarium)

### J
- jaskier ostry (Ranunculus acer)
- jaskier polny (Ranunculus arvensis)
- jaskier rozłogowy (Ranunculus repens)
- jasnota biała (Lamium album)
- jasnota różowa (Lamium amplexicaule)
- jasnota purpurowa (Lamium purpureum)

### K
- kanianka lnowa (Cuscuta epilinum)
- kanianka koniczynowa (Cuscuta trifoli)
- kanianka macierzankowa (Cuscuta epithymum)
- karmnik bezpłatkowy (Sagina ciliata), (Sagina apetala)
- karmnik rozesłany (Sagina procumbens)
- kąkol polny (Agrostemma githago)
- kłosówka miękka (Holcus mollis)
- kocanki piaskowe (Helichrysum arenarium)
- kocimiętka właściwa (Nepeta cataria)
- kokornak powojnikowy (Aristolochia clematis)
- komosa biała (Chenopodium album)
- komosa sina (Chenopodium glaucum)
- komosa wielkolistna (Chenopodium hybridum)
- komosa wielonasienna (Chenopodium polyspermum)
- koniczyna polna (Trifolium arvense)
- koniczyna różnoogonkowa (Trifolium campestre)
- kozłek lekarski  (Valeriana offcinalis)
- krowiziół zbożowy (Vaccaria hispanica)
- krwawnik pospolity (Achillea millefolium)
- krwiściąg mniejszy (Sanguisorba minor)
- krwiściąg średni (Sanguisorba muricata)
- krzywoszyj polny (Lycopsis arvensis)
- kurzyślad błękitny (Anagallis foemina)
- kurzyślad polny (Anagallis arvensis)

### L
- lenek stoziarn (Radiola linoides)
- lepnica biała (Silene alba)
- lepnica dwudzielna (Silene dichotoma)
- lepnica francuska (Silene gallica)
- lepnica rozdęta (Silene vulgarris)
- lepnica smukła (Silene conica)
- lnica polna (Linaria arvensis)
- lnica pospolita (Linaria vulgaris)
- lnica zgiętoostrogowa (Linaria spuria)
- lnicznik drobnoowocowy (Camelina microcarpa)
- lnicznik siewny (Camelina sativa)
- lnicznik właściwy (Camelina alyssum)
- lucerna nerkowata (Medicago lupulina)
- lucerna sierpowata (Medicago falcata)
- lulek czarny (Hyoscyamus niger)

### Ł
- łoboda błyszcząca (Atriplex nitens)
- łoboda rozłożysta (Atriplex patula)
- łoczyga pospolita (Lapsana communis)
- łopian większy (Arctium lappa)
- łyszczec polny (Gipsophyla muralis)

### M
- mak piaskowy (Papaver argemone)
- mak polny (Papaver rhoeas)
- mak wątpliwy (Papaver dubium)
- mokrzycznik baldaszkowy (Holosteum umbellatum)
- marchew zwyczajna (Daucus carota)
- maruna bezwonna (Matricaria perforata), (Matricaria inodorum)
- marzymięta grzebieniasta (Elsholtzia ciliata)
- mierznica czarna (Ballota nigra)
- mietlica biaława (Agrostis gigantea)
- mietlica rozłogowa (Agrostis stolonifera)
- mietlica pospolita (Agrostis capillaris)
- mięta pieprzowa (Mentha piperita)
- mięta polna (Mentha arvensis)
- miłek letni (Adonis vernalis)
- miłek szkarłatny (Adonis flammea)
- miotła zbożowa (Apera spica-venti)
- mlecz kolczasty (Sonchus asper)
- mlecz polny (Sonchus arvensis)
- mlecz zwyczajny (Sonchus oleraceus)
- mniszek pospolity (Taraxacum officinale)
- muchotrzew polny (Spergularia rubra), (Spergularia campestris)
- mysiurek drobny (Myosurus minimus)

### N
- nawłoć kanadyjska (Solidago canadensis)
- nawłoć późna (Solidago gigantea)
- nawłoć wąskolistna (Solidago graminifolia)
- nawrot polny (Lithospermum arvense)
- niecierpek drobnokwiatowy (Impatiens parviflora)
- niedośpiałek maleńki (Centunculus minimus)
- niezapominajka pagórkowata (Myosotis ramosissima)
- niezapominajka piaskowa (Myosotis stricta)
- niezapominajka polna (Myosotis arvensis)

### O
- oset kędzierzawy (Carduus crispus)
- ostrożeń błotny (Cirsium palustre)
- ostrożeń lancetowaty (Cirsium vulgare)
- ostrożeń polny (Cirsium arvense)
- ostróżeczka polna (Consolida regalis)
- owies głuchy (Avena fatua)
- owies szorstki (Avena strigosa)
- ożędka groniasta (Neslia paniculata)

### P
- palusznik krwawy (Digitaria sanguinalis)
- palusznik nitkowaty (Digitaria ischaemum)
- pasternak zwyczajny (Pastinaca sativa)
- perz właściwy (Agropyrum repens)
- pępawa dachowa (Crepis tectorum)
- pępawa nicejska (Crepis nicaensis)
- pępawa zielona (Crepis capillaris)
- piaskowiec macierzankowy (Arenaria serpyllifolia)
- pieprzycznik przydrożny (Cardaria draba)
- pięciornik gęsi (Potentilla anserina)
- podagrycznik pospolity (Aegopodium podagraria)
- podbiał pospolity (Tussilago farfara)
- pokrzywa zwyczajna (Urtica dioica)
- pokrzywa żegawka (Urtica urens)
- połonicznik kosmaty (Herniaria hirsuta)
- portulaka pospolita (Portulaca oleracea)
- powój polny (Convolvulus arvensis)
- poziewnik dwudzielny (Galeopsis bifida)
- poziewnik miękkowłosy (Galeopsis pubescens)
- poziewnik polny (Galeopsis ladum)
- poziewnik szorstki (Galeopsis tetrachit)
- poziewnik wąskolistny (Galeopsis angustifolia)
- prosienicznik gładki (Hypochoeris glabra)
- prosienicznik szorstki (Hypochoeris radicata)
- przetacznik bluszczykowy (Veronica hederifolia)
- przetacznik Dillena (Veronica dillenii)
- przetacznik ćmy (Veronica opaca)
- przetacznik lśniący (Veronica polita)
- przetacznik macierzankowy (Veronica serpylifolia)
- przetacznik perski (Veronica persica)
- przetacznik polny (Veronica arvensis)
- przetacznik rolny (Veronica agrestis)
- przetacznik trójlistkowy (Veronica triphyllos)
- przetacznik wiosenny (Veronica verna)
- przewiercień okrągłolistny (Bupleurum rotundifolium)
- przymiotno kanadyjskie (Erigeron canadensis)
- przymiotno ostre (Erigeron acer)
- przytulia czepna (Galium aparine)
- przytulia fałszywa (Galium spurium)
- przytulia pospolita (Galium mollugo)
- przytulia trójdrożna (Galium tricorne)
- przytulia wielkoowocowa (Galium valantia)
- psianka czarna (Solanum nigrum)
- pszeniec różowy (Melampyrum arvense)
- pszonacznik wschodni (Conringia orientalis)
- pszonak drobnokwiatowy (Erysimum cheranthoides)

### R
- rdest gruczołowaty (Polygonum tomentosum)
- rdest kolankowaty (Polygonum nodosum)
- rdest mniejszy (Polygonum minus)
- rdest ostrogorzki (Polygonum hydropiper)
- rdest plamisty (Polygonum persicaria)
- rdest powojowaty (Polygonum convolvulus)
- rdest ptasi (Polygonum aviculare)
- rdest ziemnowodny (Polygonum amphibium)
- rogownica drobnokwiatowa (Cerastium brachypetalum)
- rogownica lepka (Cerastium anomalum)
- rogownica pięciopręcikowa (Cerastium semidecandrium)
- rogownica pospolita (Cerastium holosteoides)
- rolnica pospolita (Sherardia arvensis)
- roszpunka bruzdkowana (Valerianella rimosa)
- roszpunka ostrogrzbiecista (Valerianella carinata)
- roszpunka warzywna (Valerianella locusta)
- roszpunka ząbkowana (Valerianella dentata)
- rukiewnik wschodni (Bunias orientalis)
- rumian austriacki (Anthemis austriaca)
- rumian polny (Anthemis arvensis)
- rumian psi (Anthemis cotula)
- rumian ruski (Anthemis ruthenica)
- rumian żółty (Anthemis tinctoria)
- rumianek bezpromieniowy (Matricaria marticarioides)
- rumianek bezwonny (Matricaria grandiflora)
- rumianek pospolity (Matricaria chamomilla)
- rzepicha błotna (Rorippa palustris)
- rzepicha leśna (Rorippa sylvestris)
- rzepień pospolity (Xanthium strumarium)
- rzodkiew świrzepa (Raphanus raphanistrum)
- rzodkiewnik pospolity (Arabidopsis thaliana)

### S
- seradela drobna (Ornithopsus perpusillus)
- serdecznik pospolity (Leonurus cardiaca)
- sierpnica pospolita (Falcaria vulgaris)
- sit dwudzielny (Juncus bufonius)
- sit główkowaty (Juncus capitatus)
- skrytek polny (Aphanes arvensis)
- skrzyp polny (Equisetum arvense)
- skrzyp leśny (Equisetum sylvaticum)
- słonecznik bulwiasty (Helianthus tuberosus)
- sporek pięciopręcikowy (Spergula pentandra)
- sporek wiosenny (Spergula morisoni)
- starzec lepki (Senecio viscosus)
- starzec zwyczajny (Senecio vulgaris)
- stokłosa polna (Bromus arvensis)
- stokłosa żytnia (Bromus secalinus)
- stulicha psia (Descurainia sophia)
- stulisz gładki (Sisymbrium irio)
- stulisz Loesela (Sisymbrium loeselii)
- szafirek groniasty (Muscari neglectum)
- szalej jadowity (Cicuta virosa)
- szałwia okręgowa (Salvia vericillata)
- szarłat prosty (Amaranthus chlorostachys)
- szarłat tępolistny (Amaranthus lividus)
- szarota błotna (Filaginella uliginosa)
- szczaw kędzierzawy (Rumex crispus)
- szczaw polny (Rumex acetosella)
- szczaw tępolistny (Rumex obtusifolius)
- szczyr roczny (Mercurialis annua)
- szczawik różkowaty (Oxalis corniculata)
- szczawik żółty (Oxalis stricta)
- szczwół plamisty (Conium maculatum)
- szelężnik włochaty (Rhinanthus alectorolophus)
- szelężnik większy (Rhinanthus angustifolius)
- szparzyca promienista (Bifora radians)

### Ś
- ślaz zaniedbany (Malva neglecta)
- śmiałek darniowy (Deschampsia caespitosa)
- śniedek baldaszkowaty (Ornithogallum umbellatum)
- świerzbnica polna (Knautia arvensis)

### T
- tasznik pospolity (Capsella bursa pastoris)
- tobołki czosnkowe (Thlaspi aliacetum)
- tobołki polne (Thlaspi arvense)
- tobołki przerosłe (Thlaspi perfoliatum)
- tomka oścista (Anthoxanthum aristatum )
- trzcina pospolita (Phragmites communis)

### U
- uczep trójlistkowy (Bidens tripartita)
- uczep zwisły (Bidens cernua)

### W
- wiechlina roczna (Poa annua)
- wiechlina zwyczajna (Poa trivialis)
- wierzbówka kiprzyca (Epilobium angustifolium)
- wilczomlecz drobny (Euphorbia exigua)
- wilczomlecz lancetowaty (Euphorbia esula)
- wilczomlecz obrotny (Euphorbia helioscopia )
- wilczomlecz ogrodowy (Euphurbia peplus)
- wilczomlecz sierpowaty (Euphorbia falcata)
- wilczomlecz sosnka (Euphorbia cyparissias)
- wilczomlecz szerokolistny (Euphorbia platyphyllos)
- wilczypieprz roczny (Thymalea passerina)
- wilżyna rozłogowa (Ononis repens)
- wiosnówka pospolita (Erophila verna)
- włośnica sina (Setaria pumila)
- włośnica okółkowa (Setaria verticillata)
- włośnica zielona (Setaria viridis)
- włóczydło polne (Caucalis platycarpos)
- wrotycz pospolity (Tanacetum vulgare)
- wyczyniec polny (Alopecurus mysoruides)
- wyka brudnożółta (Vicia grandiflora)
- wyka czteronasienna (Vicia tetrasperma)
- wyka drobnokwiatowa (Vicia hirsuta)
- wyka pannońska (Vicia pannonica)
- wyka pstra (Vicia dasycarpa)
- wyka ptasia (Vicia cracca)
- wyka wąskolistna (Vicia angustifolia)
- wyżlin polny (Antirrhinum orontium)

### Z
- zagorzałek późny (Odontites serotina, syn. Odontites rubra)
- zagorzałek wiosenny (Odontites verna)
- zapłonka brunatna (Nonea pulla)
- zaraza drobnokwiatowa (Orobanche minor)
- zaraza gałęzista (Orobanche ramosa)
- złocień polny (Chrysanthemum segetum)
- złocień właściwy (Chrysanthemum leucanthemum)
- złoć łąkowa (Gagea pratensis)

### Ż
- żółtlica drobnokwiatowa (Galinsoga parviflora)
- żółtlica owłosiona (Galinsoga ciliata)
- życica lnowa (Lolium remotum)
- życica roczna (Lolium termulentum)
- żywokost lekarski (Symphytum officinale)